# Lars Lewén
Lars Gustav Lewén (* 7. Oktober 1975 in Stockholm) ist ein ehemaliger schwedischer Freestyle-Skier in der Disziplin Skicross und Skirennläufer.

## Werdegang
Lewén nahm ab August 1994 an alpinen FIS-Rennen teil, von denen er in den folgenden Jahren insgesamt zwölf gewann. 1998 und 1999 beteiligte er sich an Europacup-Rennen, wobei er sich fünfmal in den Punkterängen (Top 30) klassierte. Seine größten Erfolge im alpinen Bereich waren bei der Universiade 1999 der Gewinn der Goldmedaille in der Abfahrt und der Silbermedaille im Super-G sowie 2002 der schwedische Meistertitel in der Kombination. Die letzten Alpinrennen bestritt er im März 2003.
Am 30. November 2002 debütierte Lewén am Freestyle-Weltcup und fuhr dabei in Tignes sogleich auf den fünften Platz. Die erste Podestplatzierung folgte am 23. November 2003 mit dem dritten Platz in Saas-Fee. Am Ende der Saison 2003/04 sowie im Winter 2004/05 gelangen ihm zwei weitere dritte Plätze. Sowohl bei der Weltmeisterschaft 2005 in Ruka als auch bei der Weltmeisterschaft 2007 in Madonna di Campiglio wurde er Fünfter.
Seine erfolgreichste Saison hatte Lewén im Winter 2007/08. Nach einem verhaltenen Start siegte er im März 2008 in drei aufeinander folgenden Rennen: in Grindelwald, Hasliberg und Valmalenco. Somit belegte er in der Skicross-Disziplinenwertung des Weltcups den zweiten Platz hinter dem Tschechen Tomáš Kraus. Ähnlich erfolgreich war Lewén im Weltcupwinter 2008/09 mit zwei Siegen in Lake Placid und Branäs sowie dem dritten Platz in der Disziplinenwertung. In der Saison 2009/10 war ein zweiter Platz sein bestes Ergebnis.
Lewén beendete nach der Saison 2013/14 seine aktive Karriere.

## Erfolge Skicross
Olympische Spiele
- Vancouver 2010: 24. Skicross

Weltmeisterschaften
- Ruka 2005: 5. Skicross
- Madonna di Campiglio 2007: 5. Skicross
- Inawashiro 2009: 11. Skicross

Weltcupwertungen
- Saison 2002/03: 7. Gesamtweltcup, 6. Skicross-Weltcup
- Saison 2003/04: 8. Skicross-Weltcup
- Saison 2004/05: 8. Skicross-Weltcup
- Saison 2005/06: 10. Skicross-Weltcup
- Saison 2007/08: 5. Gesamtweltcup, 2. Skicross-Weltcup
- Saison 2008/09: 8. Gesamtweltcup, 3. Skicross-Weltcup
- Saison 2009/10: 8. Skicross-Weltcup

Weltcupsiege
Lewén errang 10 Podestplätze, davon 5 Siege:
| Datum            | Ort         | Land     |
| ---------------- | ----------- | -------- |
| 6. März 2008     | Grindelwald | Schweiz  |
| 9. März 2008     | Hasliberg   | Schweiz  |
| 16. März 2008    | Valmalenco  | Italien  |
| 19. Januar 2009  | Lake Placid | USA      |
| 24. Februar 2009 | Branäs      | Schweden |

Weitere Erfolge
- 1 schwedischer Meistertitel (2009)
- 4 Siege in FIS-Rennen

## Erfolge Alpin
- 1 schwedischer Meistertitel (Kombination 2002)
- Universiade 1999: 1. Abfahrt, 2. Super-G
- 12 Siege in FIS-Rennen (3× Abfahrt, 4× Riesenslalom, 5× Slalom)